# 乌马尔科泰
乌马尔科泰（Umarkote），是印度奥里萨邦Nabarangapur县的一个城镇。总人口24853（2001年）。

## 人口
该地2001年总人口24853人，其中男性12693人，女性12160人；0—6岁人口3653人，其中男1860人，女1793人；识字率56.40%，其中男性为65.41%，女性为47.00%。